# Serietidningen (tidning)
Serietidningen var en svensk serietidning från Williams utgivet mellan 1975 och 1976. Tidningen innehöll bland annat serierna Träskmannen, Kong, Svarta Skuggan, Kamandi och Prez. 1976 bytte tidningen namn till Toppserien, då några av serierna byttes ut. Flera av serierna från Serietidningen och Toppserien repriserades i mitten av 1980-talet i tidningen Gigant.